# Mary Pearcey
Mary Pearcey (1866 – 23 de diciembre de 1890) fue una mujer inglesa acusada de matar a la esposa de su amante, Mrs. Phoebe Hogg, y a su pequeña hija también de nombre Phoebe, el 24 de octubre de 1890, por lo que fue ejecutada por estos asesinatos el día 23 de diciembre de ese mismo año, cuando tenía veinticuatro años de edad. A veces, se asocia a la nombrada con la figura de Jack el Destripador, en parte porque esos crímenes están asociados con motivaciones sexuales y porque en la forma de matar hubo abundante sangre, y en parte por pruebas circunstanciales y poco sólidas que se señalaron.

## Vida
Su nombre completo en el nacimiento era Mary Eleanor Wheeler, y aparentemente habría nacido en el año 1866.
Se ha afirmado erróneamente que su padre era un tal Thomas Wheeler, que fuera condenado y ahorcado por el asesinato de Edward Anstee. No obstante, la autora Sarah Beth Hopton fue incapaz de encontrar cualquier evidencia que efectivamente ligara a ambos (salvo por el apellido en común), pero sí encontró al respecto una retractación en un artículo de un periódico, precisamente donde la citada información fuera propalada por primera vez.
Mary Wheeler posteriormente adoptó el apellido "Pearcey" de John Charles Pearcey, un carpintero con quien vivió cierto tiempo, y quien la abandonó por causa de su infidelidad. Tiempo después, la nombrada pasó a convivir con un hombre llamado Frank Hogg, quien en la época al menos tenía una amante llamada Phoebe Styles. Aconteció que Styles quedó embarazada, y entonces Hogg contrajo matrimonio con ella, por insistencia de la propia Mary Pearcey. Todos vivían en Kentish Town, en Londres, y del citado embarazo resultó una niña a la que se le dio el nombre de Phoebe Hogg.

## Asesinato de madre e hija
El 24 de octubre de 1890, la Srª Hogg y su bebé fueron invitadas por Mary Pearcey a hacerle una visita. Y a eso de las 4:00 de la tarde, los vecinos oyeron gritos y sonidos de violencia. Aquella noche, el cadáver de una mujer fue encontrado en un basurero en Hampstead; su cráneo había sido aplastado, y casi decapitado. Además, un cochecito de bebé fue encontrado a alrededor de una milla de distancia del cadáver citado, con manchas de sangre, y un bebé de dieciocho meses fue encontrado muerto en Finchley, aparentemente asfixiado.
Las fallecidas fueron identificadas como Phoebe Hogg y su hija. Las sospechas recayeron en Mary Pearcey, que había sido vista empujando el cochecito de bebé de Phoebe, después de oscurecer, por las calles de Londres. La policía revisó la casa de la sospechosa, y encontró manchas de sangre en las paredes, en el techo, y en varios artículos, además de rastros de sangre en un cuchillo de trinchar. Y cuando la dueña de casa fue interrogada sobre el asunto, manifestó que estaba teniendo problemas con ratas en la casa, justificando la sangre al intentar matar a los roedores.
Mary Eleanor Pearcey naturalmente fue acusada del doble asesinato, y condenada, aunque la acusada sostuvo en todo momento que era inocente; finalmente fue ahorcada el 23 de diciembre de 1890.
El caso Pearcy llamó la atención de la prensa sensacionalista de la época, por lo que fue ampliamente difundido. El museo Madame Tussauds hizo una figura de cera de Pearcey para su Cámara del Horror, y además compró el cochecito usado en el asesinato y varios utensilios de cocina de Pearcey. Y cuando la exposición fue abierta con estos objetos, atrajo una multitud de unas 30.000 personas. En cuanto a la cuerda usada para ahorcar a Pearcy, está en exhibición en el Black Museum (o The Crime Museum) de Scotland Yard.

## Jack el Destripador

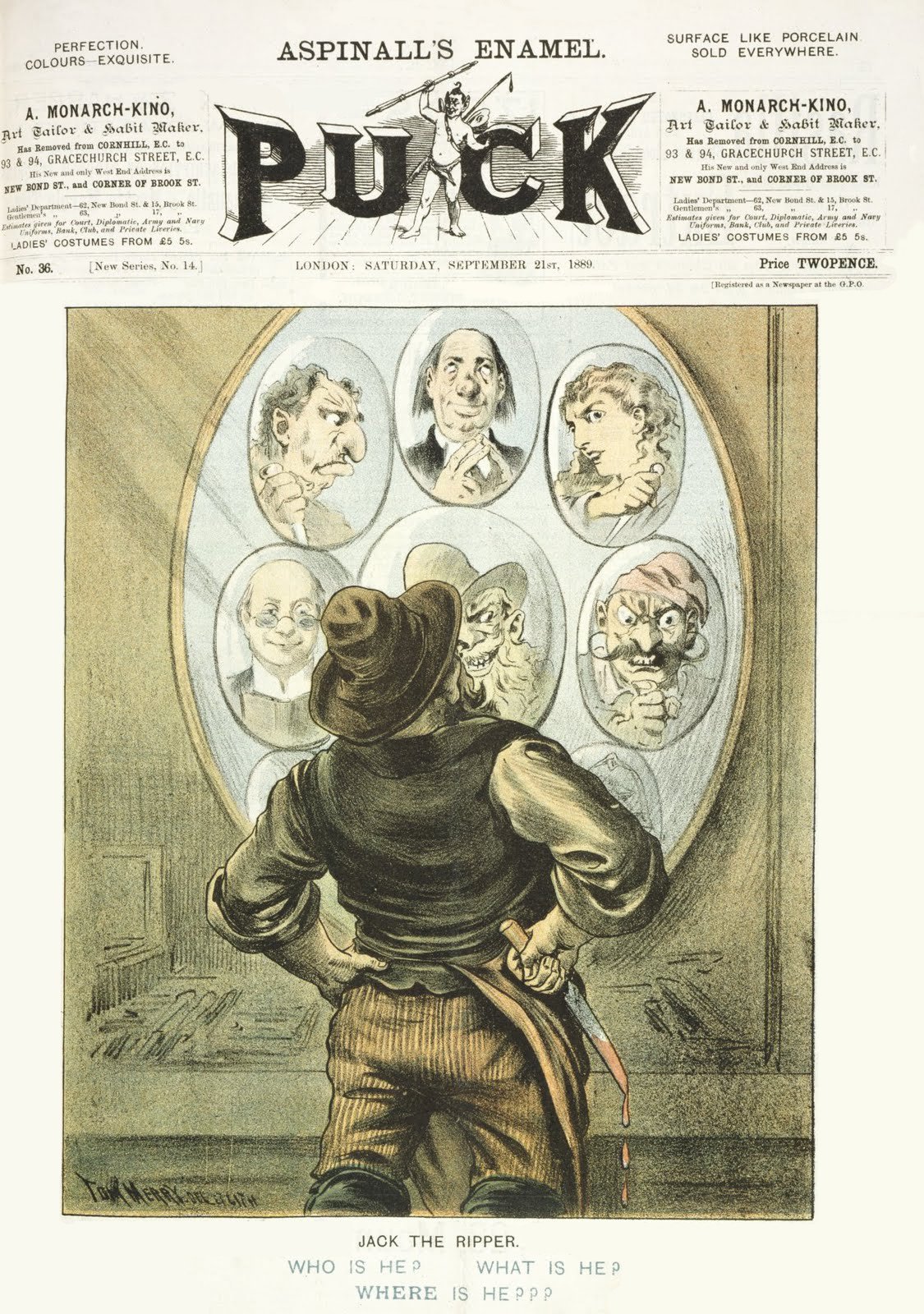
Portada revista Puck del 21 de septiembre de 1889: caricatura de un hombre con un cuchillo ensangrentado, mirando con desprecio un afiche con media docena de sospechosos.

Mary Pearcey, así como muchos otros famosos asesinos de la época victoriana, también fue sugerida como sospechosa de ser responsable de algunos de (o de todos) los llamados asesinatos de Whitechapel. La nombrada fue tal vez el único sospechoso de sexo femenino que fue relacionado con los asesinatos durante esos fatídicos años de fin del siglo XIX.
Está muy peligrosa fémina consumó los homicidios que se le probaron en el año 1890, llevando a término el despiadado acuchillamiento de la esposa e hija del hombre que por entonces era su amante. El 23 de diciembre de aquel año, Mrs. Pearcey, contando a la sazón con sólo veinticuatro años, subiría al cadalso de la prisión de Newgate expiando la culpa impuesta por sus violentos crímenes. Las fotografías que de ella se conservan la retratan como una chica delgada, de rostro poco agraciado y hombruno, en el cual resalta una amplia y prominente dentadura.
Indudablemente se llevó a la tumba varios secretos, y entre éstos, el motivo que la impulsó a realizar un críptico mensaje, que en periódicos de Madrid (España) su abogado hiciera publicar en cumplimiento de la última voluntad manifestada por su defendida. El texto de dicho comunicado mentaba: "Para M.E.C.P., último pensamiento de M.E.W. No te he traicionado". Esta extraña acción de la condenada a muerte se interpretó como un aviso dejado a un cómplice, posiblemente haciéndole saber que, pese a las presiones recibidas, mantuvo la boca cerrada y no delató ante la policía la participación de aquel en los asesinatos que la enviaron a la horca.
Nunca se acusó formalmente durante su proceso penal a Mary Eleanor Pearcey, la matadora de la época victoriana, de haber resultado la pretendida "Jill la Destripadora". Su postulación para tan oscuro cargo exclusivamente se debió a especulaciones muy ulteriores a su trágico deceso. Es sumamente probable que las iniciales M E W desearan aludir a Mary Eleanor Pearcey a través de su nombre al nacer, pero se desconoce la identidad de la persona a la cual se dirigía el mensaje, y que se refiere con las iniciales M E C P, donde P tal vez podría representar el apellido Pearcey como apellido materno, o como apellido paterno, o como apellido de casada, o donde P tal vez podría ser un sobrenombre o cualquier otro apellido comenzado con P. Quizás Pearcey confesó el crimen a alguien que podría haber sido juzgado en calidad de cómplice, y en este mensaje ella lo tranquilizaba asegurándole que no había hablado a la policía sobre la confesión.
En cuanto a autores que de alguna forma insinuaron que Mary Pearcey podría estar además involucrada en los crímenes de Jack the Ripper, particularmente se destaca Sir Melville MacNaghten. Este jercarca de Scotland Yard en sus memorias recordaba haber tratado personalmente a la imputada, y describe su encuentro con ella cuando fue a detenerla al mando de un grupo de agentes. Al realizarse el allanamiento en la casa de la calle Priory donde residía, y mientras los policías registraban el inmueble, ella se sentó frente a su piano y tocó desafinadamente unas melodías populares. Cuando localizaron un atizador y un cuchillo manchados de sangre y le preguntaron cómo explicaba ese hallazgo, con tono monocorde la interpelada repitió mecánicamente:. “Los usé para matar ratones, para matar ratones, para matar ratones…”. Melville MacNaghten la definió como una fémina con los “nervios tan bien templados como el cuerpo”, y se admiró: “Nunca he visto una mujer de constitución más fuerte”.
Aunque, tal como ya se indicó, Mary Eleanor Pearcey fue casi la única sospechosa de sexo femenino de quien remotamente se sugirió que pudiera haber sido Jack el Destripador, la idea de que una mujer fuera la responsable de la matanza del otoño de terror contó con varios adherentes de los cuales seguidamente exponemos una breve reseña.
Primero que nada corresponde señalar a Sir Arthur Conan Doyle, creador del personaje Sherlock Holmes, quien especuló con que el Destripador podría ser del sexo femenino, ya que una mujer en la época bien podría por ejemplo haber fingido ser partera, para así justificar tener ropas manchadas de sangre; además y como mayoritariamente se especulaba que este asesino serial era un hombre, ello podría haber contribuido a una eventual asesina a pasar más desapercibida.
Pero además, el primer libro donde muy concretamente se propuso a una mujer como asesina de Whitechapel tuvo por título “Jack the Ripper, or whe London walked in terror” (Jack el Destripador, o cuando en Londres caminaba el terror); y el autor de esa obra publicada en 1937 fue Edwin Woodhall. En dicho relato una imaginaria modista rusa de excepcional fuerza, llamada Olga Tchkesoff, enloquecería de rabia al descubrir que su inocente hermana menor murió de una septicemia provocada por la sífilis contraída por su labor como prostituta. Y dado que Mary Jane Kelly y las otras futuras víctimas eran las responsables de haber llevado por el mal camino a la chica, Olga descargó su furia sobre ellas asesinándolas sádicamente.
Esta suposición fue retomada como base en 1939 por William Stewart en su libro "Jack the Ripper: A New Theory", en donde no se mencionaba específicamente a Pearcey en conexión con los crímenes, aunque la candidata propuesta también disponía de gran fortaleza física. Concretamente, ese autor abogaba por que una comadrona era la causarte de aquellos desmanes, y que su condición de tal la hacía pasar desapercibida en la escena de los homicidios.
Hasta aquí las elaboraciones literarias que postulan distintas candidatas (todas ellas de ficción), de haber constituido “la pretendida “Jill the Ripper”. En cuanto atañe a Pearcey, todas las pruebas señaladas respecto de la posibilidad de que fuera el asesino de Whitechapel eran circunstanciales, por lo que en realidad no existe respecto de este caso ni evidencia sólida ni relatos de testigos que realmente liguen a Pearcey con los crímenes atribuidos al Destripador.
F. Tennyson Jesse, una historiadora criminal británica, en su estudio sobre el caso Pearcey, dijo lo siguiente: "It was no wonder that, simultaneously with the discovery of the crime, legends should have sprung up around her figure. The rumour even arose that the notorious Jack the Ripper had been at work in the locality, and though this was quickly disproved, yet the violence and horror associated with the crime was such as to make it understandable how the rumour arose in the first place. Even in the earliest paragraphs which announced the discovery of the crime, several false statements were suggested."
En mayo de 2006, pruebas de DNA de saliva en sellos de cartas supuestamente enviadas por Jack el Destripador a algunos periódicos de Londres, fueron consideradas por algunos escritores modernos como sólidos indicios de que provenían de una mujer. Lo señalado impulsó por cierto una amplia discusión al respecto, aumentando el interés del periodismo por el caso Pearcey y por su vinculación con los desatinos del Destripador.